# Zvonarics Imre
Zvonarics Imre (Sárvár, 1575 körül – Csepreg, 1621. január 6.) evangélikus lelkész, esperes, Zvonarics György nagybátyja, Zvonarics Mihály szuperintendens öccse.

## Élete
Nagyőrben tanult, majd ezután külföldre ment és 1600 táján a wittenbergi egyetem hallgatója volt. Miután hazatért, 1602-től kezdve Sopronkeresztúron volt rektor, előbb Ikervárra, majd 1607-ben a csepregi alsó egyházba, később pedig a felsőbe lelkésznek választották. Itt először dékánja, majd 1617 tavasza és 1619 eleje között esperes lett a csepreg-kőszegi egyházmegyének. A város elfoglalásakor a császári katonák 1621. január 6-án megölték.

## Munkái
- Disputatio II...De Deo uno et trino:. . Wittenberg, 1601.
- Disputatio XII . .. . De potentia et confessione annuente divina clementia. Wittenberg, 1601.
- Az szent írásbéli hitünk ágainak bizonyos móddal és renddel három könyvekre való osztása. Keresztur, 1614.